# Strání
Strání (in tedesco Strany) è un comune della Repubblica Ceca facente parte del distretto di Uherské Hradiště, nella regione di Zlín.